# Höhlenmuseum
Ein Höhlenmuseum ist ein Museum zur Höhlenkunde. Es ist zwar generell von einer Schauhöhle zu unterscheiden, steht aber naturgemäß häufig in mittelbarer Verbindung zu Höhlen.
Zu Höhlenmuseen werden gezählt
- Deutsches Höhlenmuseum Iserlohn
- Höhlenmuseum Eisensteinhöhle, Eisensteinhöhle Bad Fischau-Brunn
- Dachstein-Höhlenmuseum
- Höhlenmuseum Kubach, Kubacher Kristallhöhle, Weilburg
- Höhlenmuseum Altes Schulhaus Frasdorf
- Höhlenmuseum Laichingen, Laichingen[1]